# Margaret Inequane
Margaret Inequane, död 1617, var en engelsk kvinna som avrättades för häxeri. 
Hon åtalades för att ha använt en förtrollning för att skapa en god skörd. Hon dömdes som skyldig. Hennes tioåriga son John Cubon dömdes därmed också för att ha häxblod i sina ådror. De avrättades i Castletown på Isle of Man. De var de enda personer som är dokumenterade som avrättade för häxeri på Isle of Man.